# ماروثا الميافارقيني
ماروثا الميافارقيني هو راهب مسيحي وقديس سوري وأسقف ميافارقين من القرن الرابع الميلادي، بدأ فترته في سنة 399 ميلادية واستمر حتى سنة 410 ميلادية ويقال أنه عاش حتى سنة 420، كان مقرب من القديس يوحنا فم الذهب، إهتم هذا القديس بالمسيحيين ألذين كانوا موجودين في بلاد فارس وألذين كان يتم إضطهادهم من قبل الملك شابور الثاني، كان أحد الحاضرين في مجمع القسطنطينية الأول في سنة 381، قام بكتابة عدة ترانيم عن اضطهاد المسيحيين في بلاد فارس وربط كنيسة قطسيفون مع بقية الكنائس في الإمبراطورية البيزنطية.